# Самен (Жетысуская область)
Самен (каз. Самен) — село в Кербулакском районе Жетысуской области Казахстана. Входит в состав Жоламанского сельского округа. Код КАТО — 194639700.

## Население
В 1999 году население села составляло 231 человек (123 мужчины и 108 женщин). По данным переписи 2009 года, в селе проживало 235 человек (107 мужчин и 128 женщин).